# 다테 무네카게

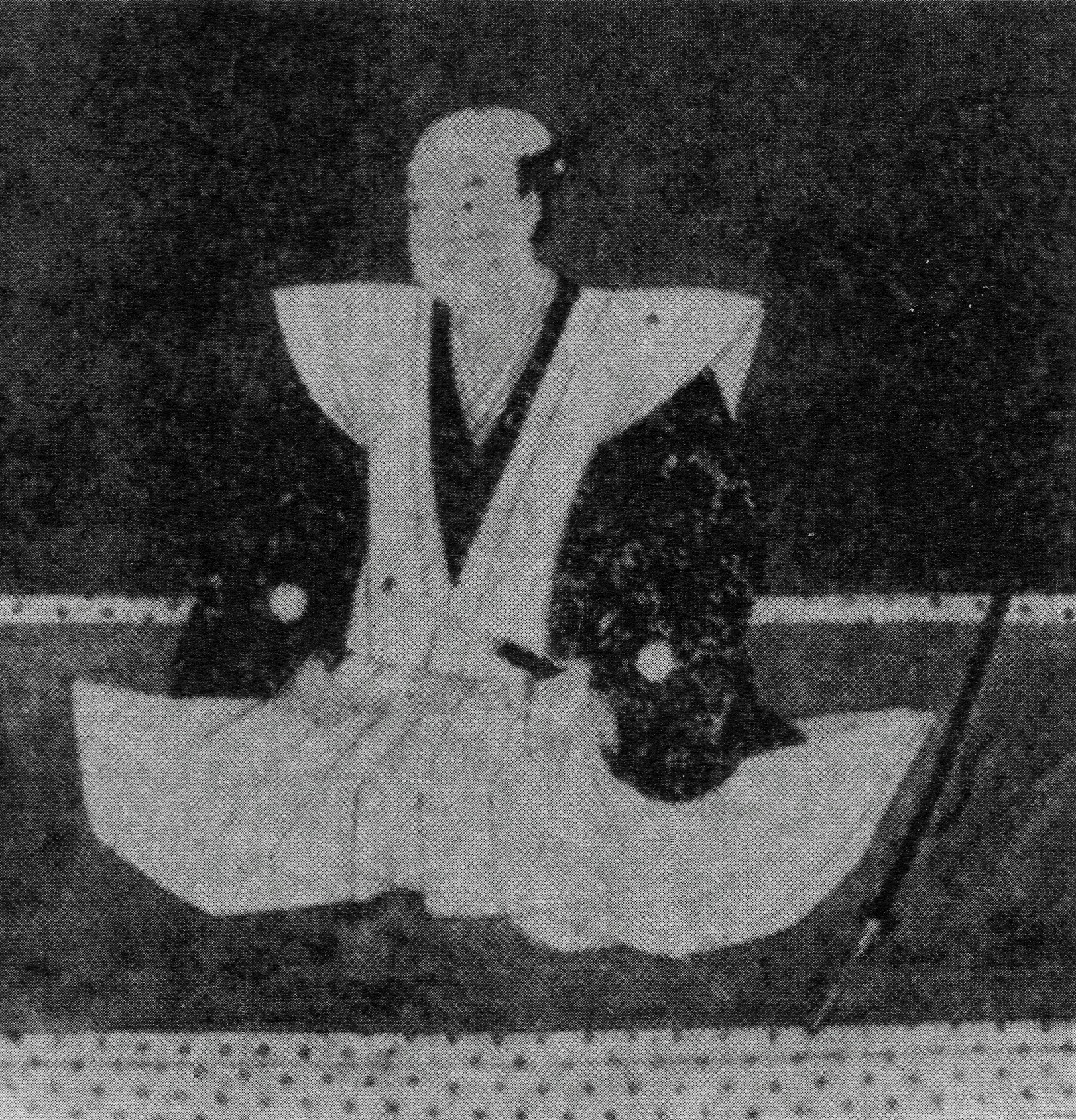
다테 무네카게

다테 무네카게(일본어: 伊達宗景, 1650년 ~ 1675년)는 미즈사와 다테 가문의 4대 당주이다.
선대 당주인 다테 무네나오의 아들로 태어났다. 1663년, 아버지가 죽자 가독을 이어받았다. 1657년에 에도에서 메이레키 대화재를 겪고 히다카 신사에서 방화 기원을 올려, 이것이 훗날 '히부세 마쓰리'의 시작이라고 전해진다.)
후사 없이 사망하였고, 그 뒤를 양자인 다테 무라토가 이었다.